# Funaria cameruniae
Funaria cameruniae är en bladmossart som beskrevs av Hugh Neville Dixon 1933. Funaria cameruniae ingår i släktet spåmossor, och familjen Funariaceae. Inga underarter finns listade i Catalogue of Life.